# 醫療衛生哲學
醫療衛生哲學（英語：Philosophy of healthcare）是對構成維持人類健康的三大要素：倫理學、過程、以及參與者，作研究的學問。（雖然獸醫學方面值得關注，但本文並未對其方法和實踐的思想體系作討論）。在多數情況下，最好把醫療衛生哲學視為人類社會結構中不可消除的部分。就是說，醫療衛生的社會制度可看作是人類文明的一種必要現象，一種人們不斷地尋求改善、修補、和轉變其生活整體的性質以及品質。這種受到長期關注的問題在現代政治的自由主義中尤為突出，人們把醫療衛生理解為公共生活中不可或缺的基本福利。
醫療衛生哲學主要涉及以下幾個基本問題：
- 誰需要，以及/或者誰應得到醫療衛生？醫療衛生是人類的基本權利嗎？
- 計算治療、住院、藥物等費用的基本依據應該是什麼？
- 如何用最好的管理方法去提供醫療衛生給最多的人？
- 有哪些必要的參數去衡量臨床試驗和品質保證？
- 如果有人的話，是誰？能夠決定患者何時需要"安寧緩和醫療"（透過藥物治療，讓患者達成自然死亡的目的）？

但是，最重要的問題是'健康是什麼？'。除非這個問題有答案，否則有關醫療衛生的任何辯論都會是含混不清，沒完沒了。例如，什麼是醫療衛生的干預措施？例如，醫療衛生與工程，或者教學如何區別？醫療衛生是否在 '創造自主權'，或是為人們的最大利益服務？或總是兩者兼具？任何事物的'哲學'都需要有基線的哲學性問題，就像哲學家戴維·斯德豪斯（David Seedhouse）所提出的問題一樣。
最終，醫療衛生哲學的用途、目標、和意義，是把生物技術、醫學、和護理學相關的豐沛且不斷變化的資訊整合起來。有鑑於醫療衛生通常被列為是消耗政府預算排名居前的項目，因此對醫療衛生作深入的了解就非常重要，它不僅是一種社會機構，也是一個政治機構。此外，醫療衛生哲學試圖凸顯醫療衛生系統之中的主要推動者，包括護理人員、醫生、醫療相關專業人員、醫院管理人員、醫療保險公司（包括健康維護組織（簡稱為HMO）和 優選醫療提供者組織(簡稱為PPO)）、政府（聯邦醫療保險（簡稱為Medicare）和聯邦醫療補助（簡稱為Medicaid））、以及患者本身。

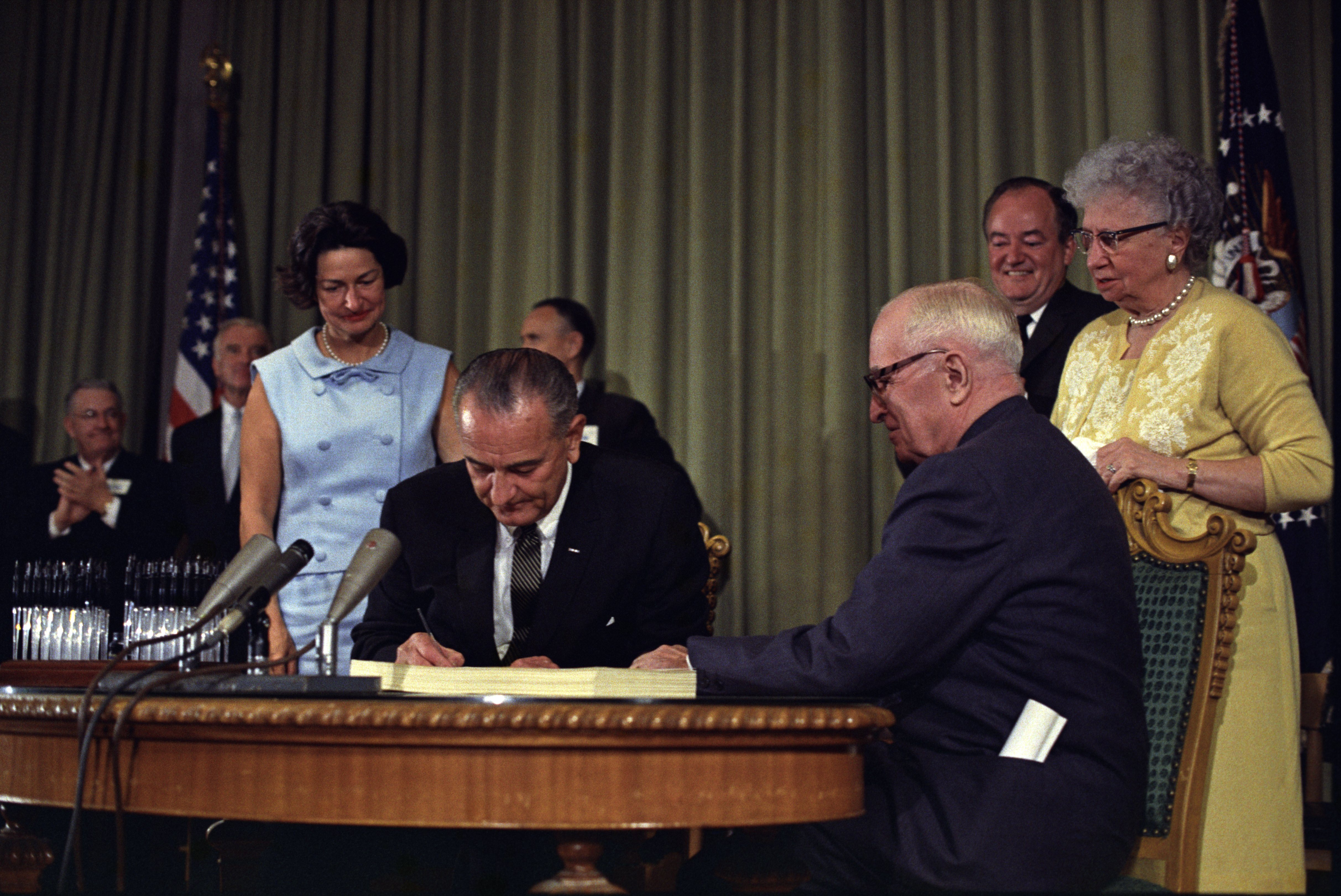
美國總統林登·詹森在聯邦醫療保險法案上簽字，最右方是美國前總統哈里·S·杜魯門，以及杜魯門夫人貝絲·杜魯門， (1965年)

## 醫療衛生倫理

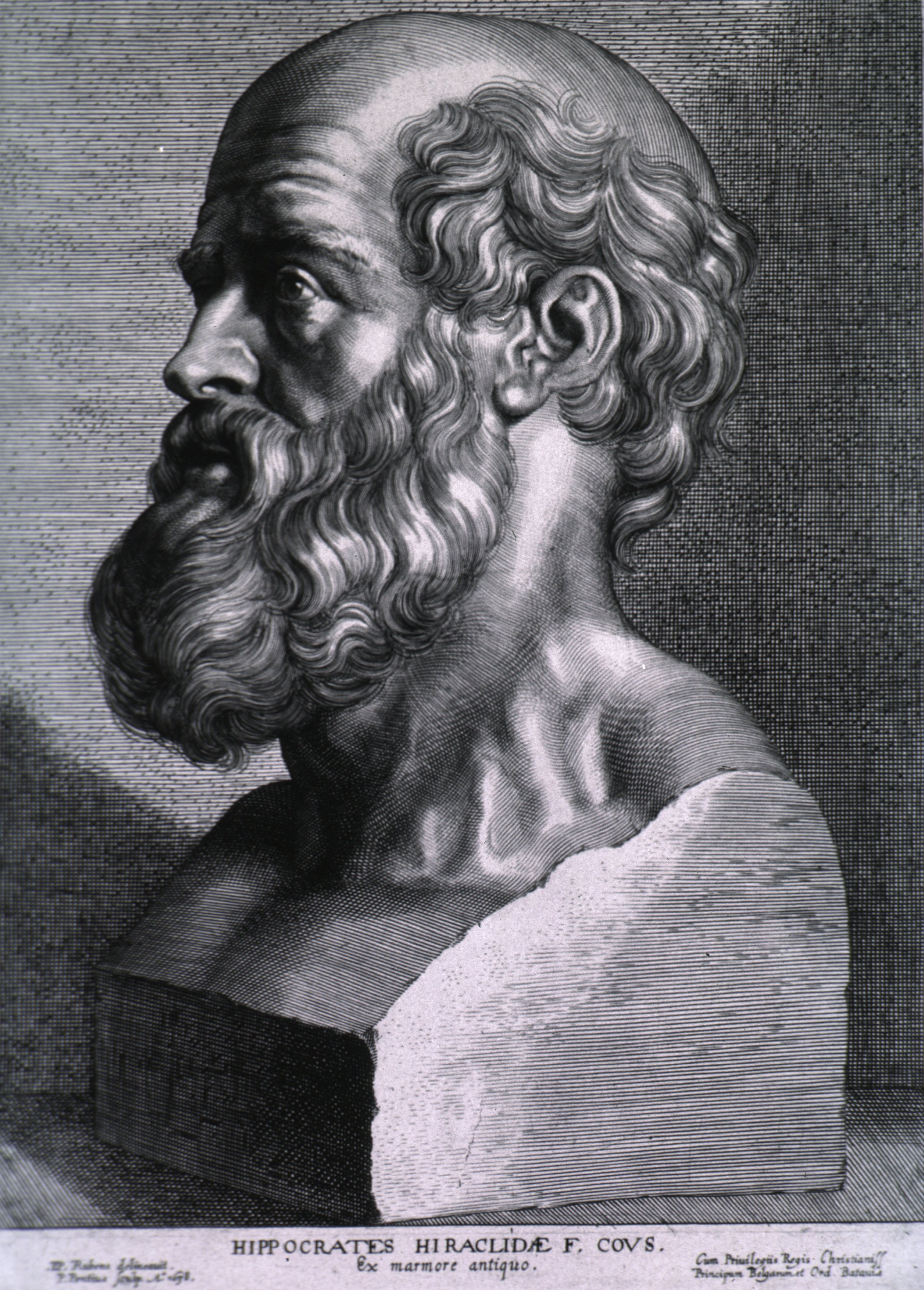
希波克拉底，古希臘的醫生；被認為是西方醫學之父。

醫療衛生的倫理和/或道德的前提是複雜而不易理解的。為了整合在倫理學中如此大的一個區塊，重要的是先要專注於醫療衛生倫理與其他道德形式不同的地方。總體而言，醫療衛生本身可說是社會中的"特殊"機構。 如此說來，醫療衛生應"與其他社會的區塊用不同的方式對待"。 無論我們是否喜歡，我們都是這機構中的一份子。在每人生活中的某個時刻，都必須對自己的醫療衛生做出決定。他們負擔得起嗎？他們應得的嗎？他們需要嗎？他們應該去哪裡取得？甚至是他們需要它嗎？而這最後的一個問題成了一個人面臨的最大難題。在權衡她（他）自己的醫療衛生狀況的成本和收益之後，這個人必須決定成本是否會超過收益。在這當前的難題中，不僅僅是基本的經濟問題，實際上是一個人必須決定自己的生命是否即將結束，或是否值得挽救。當然，在患者因併發症（例如昏迷）的緣故而無法自行做出決定的情況下，則決定必須由別人來做。在醫療衛生哲學中，要定義所謂 “別的地方（別人）” 已被證明是項非常困難的事。

### 醫學倫理學
雖然生物倫理學傾向處理更廣泛的問題，例如人體神聖的本質，以及科學及技術在醫療衛生中的作用，但醫學倫理學特別著重把倫理學原理應用於醫學領域。醫學倫理學起源於古希臘希波克拉底的著作，執行醫療在柏拉圖和亞里士多德的倫理學討論中經常被用來作為例子。但是，作為一個系統領域，這是一個很博大，而且相對較新的倫理學研究領域。醫學倫理學的主要前提之一是圍繞在"制定指標來評估醫療衛生的治療和計劃的成果；這些指標的設計，用來引導健康政策，並且必須能夠適用到大量的人群，包括橫跨整個社會，甚至是包容各個社會。" 諸如善意和非惡意（請參考善意）之類的術語對於全面理解醫學倫理非常重要。因此，對醫生和病患間關係變化，能掌握到基本的了解，就變得很重要。

### 護理倫理學
護理倫理學像醫學倫理學一樣，關注之處非常狹窄，尤其是與生物倫理學的廣闊領域相比。在大多數情況下，"護理倫理學可被定義為具有兩個方向的含義"，即"從護理學理論和實做的角度，來對各種倫理學和生物倫理學問題進行審視。"  雖然定義相當模糊，但重點是護理的實做和理論方式。美國護士協會（簡稱為ANA）認定一項道德守則，這項守則在護理專業的所有領域均強調"價值"和"評價性判斷"。 價值的重要性在醫療衛生，還有在醫療服務研究各個方面都獲得越來越多的認可。 而且由於道德問題在整個護理過程中極為普遍，因此重要的是要能夠在碰到需要構成，和/或需要做出道德決定的情況時，能夠識別出來，和嚴謹做出回應。雖說這些很清楚的是護理人員的工作，但所有醫事人員都必須通力合作，來照顧到患者的需求和權利。

### 商業倫理學
在醫療衛生哲學中，取得醫療照顧成本和醫療照顧品質之間的平衡，是一個主要議題。在加拿大和歐洲的一些地區，民主政府在確定應從稅收中撥出多少公共經費用於醫療衛生的過程裡，有重要的功能。在美國和歐洲其他地區，私營醫療保險公司以及政府機構是在處理這種攸關生死事務中取得平衡的機構。醫學倫理學家倫納德·韋伯（Leonard J. Weber）表示，"高品質的醫療衛生就是具有成本效益的醫療衛生"，但是無論患者的醫療保險狀況如何，"都必須有某種最基本的品質標準，以滿足所有患者的需求"。
這種說法無疑反映出不斷演變的思想過程，已進入醫療衛生成本效益分析的全局中。為了簡化這一繁瑣的過程，像藍十字藍盾協會之類的健康維護組織僱用數量龐大的精算師（俗稱"insurance adjusters"），在成本、品質、和患者的醫療保險的必要性之間，確定能取得適當的平衡。 醫療保險行業的一般規則如下：
除非有充分的證據顯示較為昂貴的干預措施會產生更好的結果，否則應提供成本最低的治療方法。
這種針對醫療機構的通用化規則"也許是對資源的管理方法在實務意義上最好表達方式之一"，特別是因為"當不同，但都可接受的治療方式存在的時候，舉證責任在建議採用較昂貴的干預措施的一方，而不在於建議採用較便宜的干預措施的一方。"  最後，輕率而起的訴訟被認為是增加醫療衛生費用的主要原因。

### 宗教倫理學

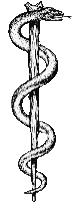
阿斯克勒庇俄斯是古希臘神話中的醫學之神，阿斯克勒庇俄斯之杖則被全球採用為醫療衛生的標誌。

不同形式的宗教信仰常會與醫療衛生聯繫在一起，因為一些從業者感到照顧別人是種神聖的義務。在古希臘，由於缺乏制度化的醫療衛生，社會難以照料到被稱為ptwchos的"乞丐，或者是拖缽修士"。:117 在猶太教誕生之後，有基督教誕生，他們的宗教教義都支持，在多數是父權社會中，對那些無助的人，"給予特別的施捨，提供經濟上和政治上的照顧"。
宗主教（有族長，父權的意思）在整個社會和家庭中居於中心地位，這意味著孤兒和寡婦一定是無助的，舊約聖經中關於窮人的觀念也呼應了這種看法，窮人也包括瘸子、盲人、和/或者被監禁的犯人:117-119 希臘和羅馬傳統中對阿斯克勒庇俄斯（Asklepios，也拼寫為Asclepius）的神話化，反映禮拜場所轉化為醫療衛生場所的歷史。:166
生命的神聖性，根基於西方和東方世界的宗教經典之中，是醫療衛生發展的基礎概念。從這一觀念出發，我們被要求要對各種生命給予相當的尊重，然後才能加以干預，"至少要對它的本質和目的給予一定的關注。":167 在西方醫療衛生中，關於人類生命的尊嚴可以追溯到imago dei這個概念（意為“上帝的形象”），它斷言人類是上帝創造的，與上帝的存在相似。就是說醫療衛生從業者不僅應將患者（服務對象）視為遭受痛苦的人類同胞，而且還應將其視為獨特，與上帝相似的形象。:167
隨著第一次工業革命，以及20世紀的來臨，現代醫學的面貌發生進化。但是，在近幾十年來，醫療衛生和宗教習俗之間的緊張關係也有所加劇，並導致醫療衛生接受者和提供者之間的"權利"有某些失衡。:426 隨後有立法出現，以幫助整合醫療衛生提供者對他們宗教信仰的權利。在這方面的一個例子就是良心條款，這條款在當涉及到法律時，會試圖根據自己的良心而做出妥協。:426 換句話說，就是有法律去保護那些因為道德，以及/或者宗教的原因，而不去提供醫療服務的醫事人員。
宗教人士和宗教組織的權利不僅是個人喜好的問題，而且還具有國際法學價值。諸如美國 Burwell訴Hobby Lobby案之類的最高法院案件，在倫理上的涵義，有可能改變個人和政府對於醫療衛生有關的宗教信仰的態度。為了維護憲法賦予的自由表達宗教的權利，宗教實體必須在法律上捍衛其拒絕遵守政府規定的權利，例如 "提供涵蓋避孕費用的僱員醫療保險計劃 "，這種做法在某些宗教經典中是被視為違反道德。:428 政府機構願意把這類案件移交給最高法律權威，可能被認為是一種不寬容的形式，也許還會被認為是圍繞醫療衛生服務提供者和接受者的"權利"問題，在社會和法律改變上的一種先驅做法。:428-429

## 醫療衛生政治哲學
在醫療衛生政治哲學中，全民醫療衛生和私人醫療衛生之間的爭論在美國尤其熱烈。1960年代，聯邦政府採取許多公共措施來整合，還有促進美國的醫療體系現代化。美國總統林登·詹森提出的偉大社會計劃，讓美國為老年人和弱勢團體建立公共醫療保險。這兩個醫療衛生計劃被稱為Medicare和Medicaid，讓某些美國人群體能夠獲得足夠的醫療衛生服務。雖然這些醫療衛生計劃是朝著社會化醫療衛生方向邁出的一大步，但許多人認為，美國在醫療衛生的覆蓋方面需要為公民做更多的努力。 反對全民醫療衛生的人，認為這是對美國已經存在的高品質護理的一種侵蝕。

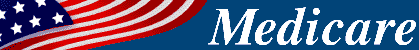
美國聯邦醫療保險 (2008年)

### 患者權利法案
在2001年，美國聯邦政府採取一項主動行動，為患者提供有關其醫療衛生明確的權利清單。這項行動背後的政治哲學實質上是把《消費者權利法案》的思想與醫療衛生領域結合。這樣做的目的是透過保持醫療衛生行業中流程的完整性，來確保所有患者的護理品質。 以這種方式去標準化醫療機構的性質，被證明是具有挑釁性的。實際上，包括美國醫學會（簡稱為AMA）和藥業遊說團體在內的許多利益團體都反對這項國會法案。
基本上，讓醫院向任何人提供緊急醫療服務，而不論其醫療保險狀況如何，以及讓患者對自己所造成的任何（及所有）傷害需要負責，而去安排醫療計劃的權利，這兩項是這項法案提議的最大絆腳石。 由於強烈的反對，倡議最終未能在2002年的國會議程中通過。

### 醫療保險

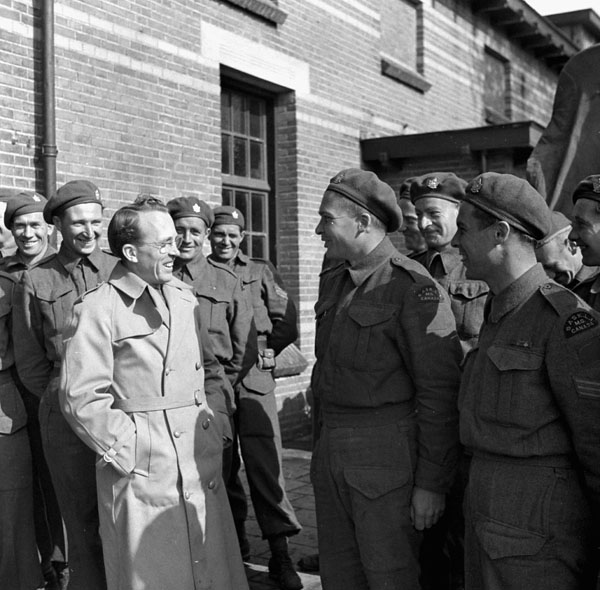
湯米·道格拉斯（中間左邊）最關心的是在加國薩斯喀徹溫省創立Medicare(Canada)（請參考加拿大國家醫療保險），在1962年夏天，薩斯喀徹溫省曾因為醫生反對國家醫療保險而罷工過。

醫療保險是在已開發國家中個人用來支付醫療費用的主要機制。這種保險可從經濟體中的政府或私營法人團體獲得。例如，在加拿大，省政府為公民和永久居民管理公共醫療保險。根據加拿大衛生部的說法，加拿大公共醫療保險的政治哲學如下：
在《加拿大衛生法》法條的指導下，每個省或地區均應負責當地醫療服務的管理和提供。各省和地區在聯邦政府的協助下以財政轉移支付的形式，為這些服務提供經費。
在加拿大，這種政治哲學背後的推動力是民主社會主義政治家湯米·道格拉斯。
澳大利亞和紐西蘭與美國相反，但與加拿大類似，擁有被稱為澳洲國民醫療保險（Medicare）和紐西蘭事故賠償公司（ACC）的全民醫療衛生系統。
澳大利亞醫療保險起源於1973年的《1973年澳洲醫療保險法》。該法由總理愛德華·高夫·惠特蘭所屬的澳大利亞工黨政府提出，目的是在公立醫院能為有居民提供負擔得起的治療。當前的Medicare（Australia）系統由總理鮑勃·霍克於1984年重新設計，允許公民在兩級醫療衛生系統中選擇購買私人醫療保險。

## 探索與學術研究
考慮到在醫學和健康科學領域的快速發展，研究去找出最合適和/或最有效的方法變得很重要。總體而言，"研究人員的首要關注點始終是在現象之上，從現像中找到要研究的問題，接下來，才能在採用最合適的研究方法學、設計、和實現目標的方法，去做出決定。  這種關於研究方法論的陳述，讓研究者處於尋求研究結果的第一線。即研究者自己成為科學探索上決定成敗的人，而不是研究的本身。即便如此，"解釋性研究，和學術研究都是創新的過程，方法和方法學並不總是單一的、先驗與後驗的、固定的、和不變的。" 因此，對醫療衛生問題的科學探索，看法是"它會伴隨解釋性研究人員的創造力和洞察力，繼續發展。因為他們在思考運用新興方式，去研究複雜的社會世界。”

### 臨床試驗
臨床試驗是醫療衛生行業測試新藥、療法、或醫療設備所採用的手段。臨床試驗背後的傳統方法學包括好幾個階段，新產品在其中經歷一系列嚴格的測試，而大多數往往會在有興趣和/或願意配合的患者身上進行。美國政府已建立網絡，以處理醫療衛生行業中新出的產品。美國食品藥品監督管理局（簡稱為FDA）本身不對製藥公司生產的新藥做試驗。美國國家衛生院與FDA一起，為與感染疾病有關的各種臨床試驗制定指南。對於癌症，美國國家癌症研究所贊助一系列的合作小組，例如 Cancer and Leukemia Group B（簡稱為CALGB）和  Children’s Oncology Group（簡稱為COG），以便把癌症療程標準化。

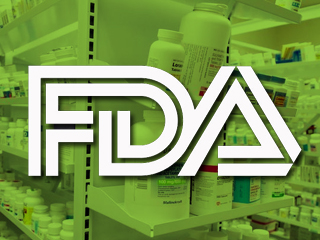
美國食品藥品監督管理局(2006年)

### 品質保證
醫療衛生中品質保證（簡稱為QA）的主要目的是確保患者護理的品質符合既定準則。政府通常在提供結構性指導，以針對治療特定疾病或病痛方面，扮演著重要的角色。但是，也可讓各醫療機構（如醫院和健康維護組織（簡稱為HMO））自行制定治療規程。
在某些情況下，品質保證被視為多餘的工作，因為許多基於醫療衛生的品質保證組織（例如癌症品質保證審查中心（簡稱為QARC））都是利用納稅人繳納的錢所成立的公家機構。 但是，許多人會同意，醫療品質保證，特別是在癌症治療和疾病控制領域，是對任何合法醫療體系，保證其活力的必要組成成分。關於癌症治療方案中的品質保證，QARC只是品質保證機構的一個例子，這個機構透過 "提高臨床試驗藥物的品質" 來尋求"提高針對患者的醫療照顧標準"。 

## 出生與死亡

### 生殖權利
加勒特·哈丁的生態智慧哲學觀是站在人類的生殖權利的視角來做分析。在大多數情況下，哈丁辯稱擁有大家庭是不道德的，特別是因為大家庭消耗過多的資源，對社會有害。在一篇題為《公地悲劇》的文章中，哈丁說，
把生育自由的概念，與相信每個人生而都享有平等的公地權利，兩者相結合，就是把世界鎖入悲慘的行為。
福利國家鼓勵繁殖自由，不僅為兒童提供生活所需，還要在此過程中維持國家生存。這種政策的最終結果是不可避免的馬爾薩斯災難。
哈丁的生態智慧哲學揭示一種降低醫療衛生成本的特殊方法。在人口增長這方面，需要照顧的人越少，醫療衛生的費用就越不昂貴。在把這種邏輯應用於醫學倫理學家倫納德·韋伯之前的建議時，比較不貴的醫療衛生，並不一定意味著品質較差的醫療衛生。

### 出生和生活
“"天生"”的概念並不新鮮，可能會帶有種族主義的色彩。納粹主義實行優生學以清除基因庫中被認為不必要，或是有害的成分。這種"德國種族優生運動是從社會達爾文主義理論發展而來的，這種理論曾在整個歐洲一度很流行"，並在1930年代傳入美國。 體現這種做法性質的德語短語是lebensunwertes Leben"不值一命的生命（life unworthy of life）"。

提起醫療衛生哲學，自然權利（請參考自然權利和法律權利）理論成為一個相關性相當強的主題。一個人出生後實際上擁有一系列的自然權利，在任何情況下都不能被剝奪。自然權利理論的主要支持者是十七世紀的英國政治哲學家約翰·洛克。關於人的自然權利，洛克說，
如果上帝對我活在世上的目的，是我的生存以及我所屬的物種的生存，而生存的手段是我的生活、健康、自由、和財產，那麼很顯然的，我不希望任何人侵犯我擁有這些東西的權利。
雖然我們對洛克的世界宗教觀點只了解部分，但洛克的的說法在本質上可被視為對不惜一切代價去保存生命權利的肯定。這正是表明醫療衛生成為一種人權，最切題的所在。
在一生中，保住和維繫自己健康的過程，是值得人們嚴肅以對的事。在每個人的生命中的某個時點，會發生無論採取什麼措施來防止，健康仍會退化的情況。對於某些人來說，應對這種不可避免的退化，可能會有很大的問題。對於啟蒙時代哲學家勒內·笛卡兒而言，年長所帶來的壓抑和衰老的影響，促使他透過對理智的信念，來相信不朽的前景。

### 死亡和垂死之時
生命權是最基本的人權之一，因此，生命得以維續。然而，人們還必須考慮到死亡權，從而終止生命。通常，各種傳統的宗教價值觀都會影響到這個議題。經常使用諸如"安樂死（mercy killing）"和"協助自殺"之類的術語來描述這種過程。支持安樂死的人聲稱，對於罹患絕症的患者特別有必要。 但是，反對自選死亡的人聲稱，這不僅是不道德的，而且完全抵觸了理性的重點。

在某種哲學背景下，死亡可被視為生命中的終極存在危機時點。死亡是一個人一生中最原始的焦慮（primordial anxiety，Die Anfechtung）的最深層原因。在這種焦慮的情緒狀態下，"虛無"湧向個人。根據20世紀德國哲學家馬丁·海德格爾的說法，
虛無是對存在整體的完全否定。
因此，對於海德格爾來說，人類在這個世界上處於非常不穩定和脆弱的境地（不斷的在深淵旁徘徊）。這個概念可以簡化為到底的時候，一個人在世所擁有的就只是他或她的存在。無論個人如何生活，他們的存在總是會被冠上有限和孤獨的標誌。當考慮瀕臨死亡的經驗時，人類會被這種原始的焦慮所震懾。因此，對於醫療衛生提供者來說，重要的是要認識到即將死亡的患者中這種根深蒂固的絕望的產生。
其他有關死亡的哲學研究也考察醫療衛生行業對科學和技術的高度依賴。這種依賴在西方醫學中尤為明顯。即便如此，海德格爾還是隱喻他所謂的魅力（或稱"精確特性" character of exactness）。 實際上，人們天生就對"精確性"充滿依戀，因為它使人們對世界有一種目的或理性的感覺，但這個世界在很大程度上由似乎是混亂和非理性的事物所定義。隨著死亡時刻的臨近，這一時刻充滿了混亂和恐懼，人們瘋狂地試圖確定他們生命中的最終意義。
除了科學和技術在死亡所扮演的角色外，安寧緩和醫療也構成一個專門針對絕症患者的醫療衛生領域。與安寧病房護理類似，隨著越來越多的患者更喜歡在家中接受臨終醫療衛生服務，這哲學理念變得日益重要。縱然"palliative（舒緩，但沒治療）"這個字和"hospice（臨終關懷）"通常可以互換使用，但它們實際上是完全不同的。當患者快壽終正寢時，要像在自己家中一般的環境，而不是醫院裡面，會更讓人覺得安適。一般而言，安寧緩和醫療是運用在那些絕症患者身上的。但是，現在它已被應用於各種醫療情況下的患者，包括慢性疲勞，和其他痛苦的症狀上。

## 角色發展
護理人員、醫師、患者、和管理人員進行交互支援合作方式，對於醫療衛生系統的整體功效發揮有很重要的作用。從患者的角度來看，醫療衛生提供者可被視為處於特權地位，因為他們可改變患者的生活素質。但是，醫療衛生提供者之間存在嚴格的分工，有時會導致患者護理整體品質的下降。當護理人員和醫生針對特定患者的護理意見不一致的時候，可能會出現遷就的情況。護士和醫生之間的"性別鴻溝"所產生的影響，不利於醫院內的專業服務環境。

## 外部連結
- Health Care Ethics （页面存档备份，存于） article in the Internet Encyclopedia of Philosophy
- Summary of the McCain-Edwards-Kennedy Patients' Bill of Rights
- Understanding Clinical Trials
- Mission Statement of the National Cancer Institute (NCI) （页面存档备份，存于）
- Guidance for Industry, Investigators, and Reviewers in Exploratory Drug Studies (FDA January 2006) （页面存档备份，存于）
- Quality Assurance Review Center （页面存档备份，存于）
- "Palliative Care across the Continuum" (Center to Advance Palliative Care)
- "Hospice Care Center" Centers for Medicare and Medicaid Services (CMS) （页面存档备份，存于）
- "Universal Declaration of Human Rights (UDHR)" (United Nations) （页面存档备份，存于）
- Medicare (The Official U.S. Government Site for People with Medicare)
- Historical Background and Development of Social Security; includes information about Medicare （页面存档备份，存于）